# 高斯冰川
77°58′S 163°44′E / 77.967°S 163.733°E
高斯冰川（德語：Gauß-Gletscher），是南極洲的冰川，位於維多利亞地的斯科特海岸，處於戴塔姆峰北坡，最終注入布盧冰川，以德國數學家卡爾·弗里德里希·高斯命名，現時由南極條約體系管理。